# Nikolay Aleksandrovich Tikhonov
Nikolai Aleksandrovich Tikhonov (tiếng Nga: Николай Александрович Тихонов; Kharkiv, 14/5 [lịch cũ 1/5] năm 1905 – Moskva, 1/6/1997) là chính trị gia người Liên Xô, người Nga gốc Ukaraina trong thời kỳ chiến tranh lạnh. Ông là Chủ tịch Hội đồng Bộ trưởng Liên Xô từ năm 1980 đến năm 1985, và là Phó Chủ tịch thứ nhất Hội đồng Bộ trưởng Liên Xô từ năm 1976 năm 1980. Tikhonov chịu trách nhiệm về quản lý văn hóa và kinh tế của Liên Xô trong suốt thời kỳ trì trệ. Năm 1985, Nikolai Ryzhkov thay thế ông làm Chủ tịch Hội đồng Bộ trưởng Liên Xô. Cùng năm đó, ông bị miễn nhiệm khỏi Bộ Chính trị; tuy nhiên, ông làm Ủy viên Ban Chấp hành Trung ương Đảng cho đến năm 1989.
Ông sinh ra ở thành phố Kharkiv vào năm 1905 trong một gia đình thuộc tầng lớp lao động Nga-Ukraine; ông tốt nghiệp vào những năm 1920 và bắt đầu làm việc vào những năm 1930. Tikhonov bắt đầu sự nghiệp chính trị của mình trong ngành công nghiệp địa phương, và làm việc theo phân cấp của Bộ công nghiệp Liên Xô. Ông được bổ nhiệm làm Phó chủ tịch Ủy ban Kế hoạch Nhà nước (Gosplan) năm 1963. Sau khi Alexei Kosygin từ chức, Tikhonov được bầu vào chức vụ Chủ tịch Hội đồng Bộ trưởng. Ở chức vụ này, ông đã thực hiện các biện pháp hiệu quả để cải cách nền kinh tế Liên Xô. Ông nghỉ hưu vào năm 1989. Tikhonov qua đời vào ngày 1/6/1997.

## Tiểu sử
Ông sinh ra trong gia đình kỹ sư lao động. Năm 1920-1924, ông học tại trường Cao đẳng Đường sắt Catherine (nay là Trường Kỹ thuật Đường sắt Dnepropetrovsk). Từ năm 1924, ông làm phụ lái đầu máy hơi nước.
Năm 1930, ông tốt nghiệp Học viện luyện kim Dnepropetrovsk. Ông làm việc tại Nhà máy Luyện kim và Cán ống dẫn Dnepropetrovsk V.I Lenin, ông làm kỹ sư cơ khí. Từ năm 1933 - phó phân xưởng trưởng, từ tháng 1 năm 1938 - phân xưởng trưởng, từ tháng 1 năm 1940 - kỹ sư trưởng. Vào cuối những năm 1930, ông đã làm quen với Leonid Brezhnev. Tháng 9 năm 1940, ông gia nhập Đảng Cộng sản toàn Liên bang (b).
Từ tháng 9 năm 1941, ông là kỹ sư trưởng của Nhà máy Novotrubny ở Pervouralsk, tỉnh Sverdlovsk; từ tháng 7 năm 1947 đến tháng 12 năm 1950, ông là giám đốc Nhà máy luyện kim ống dẫn phía Nam ở Nikopol. Năm 1943, cùng với các nhân viên của nhà máy được trao Giải thưởng Stalin, ông đã chuyển 100.000 rúp cho Quỹ Quốc phòng (Фонд обороны).
Từ tháng 12 năm 1950, ông là Vụ trưởng Vụ Công nghiệp ống dẫn thiết yếu của Bộ Luyện kim màu Liên Xô; Từ tháng 9 năm 1955, ông là Thứ trưởng Bộ Luyện kim màu Liên Xô, chịu trách nhiệm về ngành công nghiệp ống dẫn. Năm 1957-1960 - Chủ tịch Hội đồng Kinh tế Quốc gia Dnepropetrovsk. Năm 1959, ông là thành viên của phái đoàn Liên Xô, do Bí thư thứ nhất Ban Chấp hành Trung ương Đảng Cộng sản Liên Xô Nikita Khrushchev dẫn đầu, đã có chuyến thăm chính thức đầu tiên tới Hoa Kỳ. Năm 1960, ông trở thành Phó Chủ tịch Hội đồng Khoa học và Kinh tế Nhà nước thuộc Hội đồng Bộ trưởng Liên Xô.
Tại Đại hội XXII Đảng năm 1961, ông được bầu làm ủy viên dự khuyết Trung ương Đảng Cộng sản Liên Xô. Từ năm 1963 đến năm 1965, ông giữ chức Phó Chủ nhiệm Ủy ban Kế hoạch Nhà nước Liên Xô. Sau khi Brezhnev lên nắm quyền, Tikhonov bắt đầu phát triển sự nghiệp nhanh chóng: năm 1965, ông được bổ nhiệm làm Phó Chủ tịch Hội đồng Bộ trưởng Liên Xô, năm 1966 ông trở thành ủy viên Trung ương Đảng Cộng sản Liên Xô, năm 1975 ông nhận danh hiệu Anh hùng Lao động xã hội chủ nghĩa.
Năm 1976, Chủ tịch Hội đồng Bộ trưởng Alexei Kosygin những năm cuối nhiệm kỳ, vì lý do sức khỏe nên không đảm bảo được công việc, Tikhonov trở thành Phó Chủ tịch thứ nhất Hội đồng Bộ trưởng và đảm nhiệm công việc thay thế Kosygin. Vai trò của ông trong Hội đồng Bộ trưởng Liên Xô rất lớn
Ngày 27 tháng 11 năm 1978, ông được bầu làm Ủy viên dự khuyết Bộ Chính trị Ban Chấp hành Trung ương Đảng Cộng sản Liên Xô, và ngày 27 tháng 11 năm 1979, ông được bầu làm Ủy viên Bộ Chính trị.
Tikhonov không được thông báo về quyết định can thiệp vào Afghanistan; do đó mối quan hệ của ông với Dmitriy Ustinov, Bộ trưởng Bộ Quốc phòng vào thời điểm đó, trở nên xấu đi.

## Chủ tịch Hội đồng Bộ trưởng

### Bổ nhiệm
Alexei Kosygin từ chức vào năm 1980. Tikhonov, ở tuổi 75, được bầu làm mới Chủ tịch của Hội đồng Bộ trưởng Liên Xô. Trong nhiệm kỳ 5 năm làm Chủ tịch, Tikhonov đã hạn chế cải tổ nền kinh tế Liên Xô, bất chấp tất cả các số liệu thống kê từ thời điểm đó cho thấy nền kinh tế đang trì trệ. Tikhonov đã trình bày Kế hoạch 5 năm lần thứ 11 (1981–1985) tại Đại hội Đảng lần thứ 26, và nói với các đại biểu rằng nhà nước sẽ phân bổ 9 triệu rúp cho những bà mẹ để chi trả cho nghỉ phép của cha mẹ. Trong bài trình bày trước đại hội, Tikhonov thừa nhận rằng nông nghiệp Liên Xô không sản xuất đủ ngũ cốc. Tikhonov kêu gọi cải thiện quan hệ Xô-Mỹ, nhưng bác bỏ mọi suy đoán rằng nền kinh tế Liên Xô đang ở trong bất kỳ cuộc khủng hoảng nào. Mặc dù vậy, Tikhonov thừa nhận những "thiếu sót" về kinh tế và thừa nhận "vấn đề lương thực" đang diễn ra; Các chủ đề thảo luận khác là nhu cầu tiết kiệm tài nguyên năng lượng, tăng năng suất lao động và nâng cao chất lượng hàng hóa do Liên Xô sản xuất. Đầu nhiệm kỳ, vào tháng 1 năm 1981, Tikhonov thừa nhận rằng chính sách nhân khẩu của chính phủ là một trong những lĩnh vực yếu nhất trong nội các của ông. Tuy nhiên, trên thực tế, ông cùng với nhiều người khác bắt đầu lo lắng rằng không có đủ người Nga được sinh ra. Thời kỳ trì trệ làm giảm tỷ lệ sinh, và làm tăng tỷ lệ tử vong của người dân Nga.

### Andropov và Chernenko
Leonid Brezhnev đã phong tặng Tikhonov là Anh hùng Lao động Xã hội Chủ nghĩa, sau khi được Konstantin Chernenko khuyên nên làm như vậy. Sau cái chết của Brezhnev vào năm 1982, Tikhonov đã ủng hộ việc Chernenko ra ứng cử Tổng Bí thư. Chernenko thua tronb cuộc bỏ phiếu, và Yuri Andropov trở thành Tổng Bí thư. Có ý kiến cho rằng Andropov đã có kế hoạch thay thế Tikhonov bằng Heydar Aliyev. Nhà sử học William A. Clark ghi nhận cách Aliyev, cựu lãnh đạo KGB Azerbaijan, được bổ nhiệm vào chức vụ Phó Chủ tịch thứ nhất Hội đồng Bộ trưởng mà không có sự đồng ý của Tikhonov; tuy nhiên, cái chết của Andropov năm 1984 khiến Tikhonov an toàn với chức vụ của mình. Một số nhà phân tích phương Tây suy đoán rằng việc bổ nhiệm Andrei Gromyko vào chức vụ Phó Chủ tịch thứ nhất, một lần nữa mà không có sự đồng ý của Tikhonov, là một dấu hiệu cho thấy vị trí của ông trong hệ thống cấp bậc của Liên Xô đã bị suy yếu. Tikhonov đang có chuyến thăm cấp nhà nước tới Nam Tư khi Gromyko được bổ nhiệm làm Phó Chủ tịch thứ nhất.
Với sức khỏe không tốt, Andropov sử dụng thời gian rảnh để viết bài phát biểu trước Trung ương Đảng. Trong một trong những bài phát biểu này, Andropov nói với Trung ương Đảng rằng Mikhail Gorbachev, chứ không phải Chernenko, sẽ kế nhiệm ông sau khi ông qua đời. Bài phát biểu của ông đã không được đọc ra Hội nghị Trung ương do một số ủy viên chống Gorbachev, nhóm Troika gồm Chernenko, Dmitriy Ustinov và Tikhonov. Trong những ngày cuối cùng của Andropov, Tikhonov chủ trì các phiên họp của Bộ Chính trị, dẫn đầu phái đoàn Liên Xô năm 1984 tham dự hội nghị Hội đồng tương trợ kinh tế ở Đông Berlin, tiến hành quan hệ song phương với Khối phía Đông và tiếp đón Thủ tướng Phần Lan khi ông đến thăm Liên Xô. Nói tóm lại, giữa những ngày cuối cùng của Andropov và Chernenko lên nắm quyền, Tikhonov là nhân vật dẫn dắt Liên Xô. Tuy nhiên, Tikhonov đã từ chối một cách khéo léo và ủng hộ việc Chernenko ra ứng cử Tổng Bí thư. Khi Chernenko qua đời vào năm 1985, Tikhonov đã cố gắng, nhưng không thành công, để tìm một ứng cử viên thay thế Gorbachev làm Tổng Bí thư.

### Gorbachev và từ chức
Khi Gorbachev lên nắm quyền, Tikhonov được bầu làm Chủ tịch Ủy ban Cải tiến Hệ thống Quản lý mới được thành lập. Chức danh chủ tịch phần lớn mang tính chất danh dự, và người đứng đầu trên thực tế là phó chủ tịch Nikolai Ryzhkov. Vào ngày 23 tháng 5 năm 1985 Tikhonov trình bày kế hoạch phát triển của mình từ năm 1985 đến năm 1990, và cho đến năm 2000, kế hoạch này đã bị chỉ trích, và Gorbachev nói rằng Tikhonov "không được trang bị" làm Chủ tịch Hội đồng Bộ trưởng. Tikhonov dự báo mức tăng trưởng thu nhập quốc dân của Liên Xô ước tính tăng 20–22%, tăng trưởng công nghiệp 21–24% và tăng gấp đôi sản lượng nông nghiệp của Liên Xô vào năm 2000. Là một phần trong kế hoạch loại bỏ và thay thế của Gorbachev, những thành viên bảo thủ nhất của Bộ Chính trị, Tikhonov buộc phải nghỉ hưu. Ryzhkov kế nhiệm Tikhonov tại vị vào ngày 27 tháng 9 năm 1985. Việc từ chức của ông được chính thức đưa ra tại cuộc họp của Trung ương Đảng vào tháng 9 năm 1985. Đáng chú ý là vào thời điểm ông từ chức, Tikhonov là thành viên lớn tuổi nhất của các lãnh đạo Liên Xô. Tikhonov vẫn hoạt động trong chính trường Liên Xô, mặc dù với một vai trò kém nổi bật hơn nhiều, cho đến năm 1989 khi ông mất ghế trong Ủy ban Trung ương.

## Nghỉ hưu
Sau khi ông từ chức Chủ tịch Hội đồng Bộ trưởng Liên Xô, năm 1986 ông được bổ nhiệm làm Cố vấn Nhà nước Đoàn Chủ tịch Xô viết Tối cao Liên Xô.
Năm 1989, ông chính thức nghỉ hưu hoàn toàn. Tikhonov đã viết một lá thư cho Mikhail Gorbachev trong đó nói rằng ông rất tiếc khi ủng hộ việc bầu Gorbachev làm Tổng Bí thư. Quan điểm này càng được củng cố khi Đảng Cộng sản bị cấm ở Liên Xô. Sau khi nghỉ hưu, ông sống phần đời còn lại trong ẩn dật tại căn nhà gỗ của mình. Ông sống như "một ẩn sĩ" và không bao giờ thể hiện mình trước công chúng và cuộc sống sau này của ông rất khó khăn vì ông không có con và vì vợ ông đã mất.
"Khi ông nhận một căn hộ ba phòng ở chung cư khi còn là Phó chủ tịch, ông đã sống ở đó với vợ cho đến khi qua đời. Họ không có con, và sống rất khiêm tốn. Ông, với tư cách là một cựu thủ tướng, đã để lại một biệt thự, an ninh và một khoản lương hưu cá nhân. Tikhonov không có bất kỳ khoản tiết kiệm nào. Khi làm việc trong chính phủ, ông và vợ đã dành toàn bộ số tiền của mình để mua xe buýt, số tiền mà họ tặng cho các đội tiên phong và trường học. Sau khi Liên Xô tan rã, lương hưu cá nhân bị hủy bỏ, và ông nhận lương hưu cao niên khi về già. Thi thoảng những người an ninh mua trái cây biếu cho ông" - Mikhail Smirtyukov, 2000

Không lâu trước khi qua đời, ông đã viết một bức thư gửi Tổng thống Yeltsin: "Tôi yêu cầu anh chôn cất tôi với chi phí của nhà nước, vì tôi không có tiền tiết kiệm tài chính".
Ông mất ngày 1 tháng 6 năm 1997 tại tỉnh Moskva. Ông được chôn cất tại nghĩa trang Novodevichy ở Moskva bên cạnh mẹ và vợ.

## Trao tặng
- Anh hùng Lao động Xã hội chủ nghĩa 2 lần (13/05/1975, 10/12/1982).
- Huân chương Lenin 9 lần (26/03/1939, 31/03/1945, 04/09/1948, 11/5/1954, 19/07/1958, 26/11/1971, 13/05/1975, 10/12/1982, 13/05/1985)
- Huân chương Cách mạng Tháng Mười (13/05/1980)
- Huân chương Chiến tranh Vệ quốc hạng nhất (23/04/1985)